# Jana Šilerová
Jana Šilerová (* 31. Dezember 1950 in Znojmo) ist eine tschechische Theologin und ehemalige Bischöfin der Tschechoslowakischen Hussitischen Kirche.

## Leben
Šilerová studierte an der Karls-Universität in Prag. 1974 erfolgte ihre Weihe. Von 1974 bis 1981 war sie Pfarrerin in der hussitischen Kirchengemeinde von Vratimov und danach von 1981 bis 1984 Pfarrerin in der Kirchengemeinde von Kunčice pod Ondřejníkem. Seit 1984 ist sie Pfarrerin in der Kirchengemeinde von Rychvald und Bohumín. Von 1999 bis 2013 war Šilerová als Nachfolgerin von Vlastimil Zítek Bischöfin der Tschechoslowakischen Hussitischen Kirche im hussitischen Bistum Olmütz. Von 2001 bis 2007 war sie Mitglied des Tschechischen Fernsehrates.